# タチアナ・カザンキナ
タチアナ・カザンキナ（Tatyana Vasilyevna Kazankina、ロシア語: Татьяна Васильевна Казанкина、1951年12月17日 - ）は、ソビエト連邦（ロシア）のサラトフ州ペトロフスク出身の元陸上競技選手である。彼女は生涯で7回の世界記録と3個のオリンピックでの金メダルを獲得している。
1976年モントリオールオリンピックの約1か月前に、カザンキナは1500mにおいて、女性として初めて、4分の壁を破る3分56秒0の世界新記録を樹立した。これはリュドミラ・ブラギナ（ソ連）の世界記録を5秒4上回る記録であった。その後、彼女は、オリンピックでも、800mと1500mの2冠に輝いた。特に800mでは1分54秒94の世界新記録であった。
1980年には、チューリッヒの1500mで3分52秒47という世界新記録を樹立する。これは、かつての大ランナーであるパーボ・ヌルミ（男性）の記録を上回る大記録であった。しかもこの記録はその後13年間破られなかっただけでなく、2019年にハッサンに破られるまで39年間もの長い間ヨーロッパ記録であった。
しかし、彼女は1984年のパリで行われた1500mのレースの後、薬物検査を拒んだことにより18か月の出場停止処分を受け、彼女の競技生活は突然終わりを迎えることとなる。

## 自己ベスト
- 800m  - 1分54秒94 （1976年7月26日:モントリオール）
- 1500m - 3分52秒47 （1980年8月13日:チューリヒ）
- 3000m - 8分22秒62 （1984年8月26日:レニングラード）

## 主な実績
| 年   | 大会                             | 場所                       | 種目         | 結果 | 記録      |
| ---- | -------------------------------- | -------------------------- | ------------ | ---- | --------- |
| 1974 | ヨーロッパ陸上競技選手権大会     | ローマ(イタリア)           | 1500m        | 4位  | 4分05秒09 |
| 1975 | ヨーロッパ室内陸上競技選手権大会 | カトヴィツェ(ポーランド)   | 1500m        | 2位  | 4分14秒8  |
| 1976 | 世界クロスカントリー選手権       | チェプストウ(イギリス)     | シニアロング | 2位  | 16分39秒  |
| 1976 | オリンピック                     | モントリオール(カナダ)     | 800m         | 1位  | 1分54秒94 |
| 1976 | オリンピック                     | モントリオール(カナダ)     | 1500m        | 1位  | 4分05秒48 |
| 1977 | ユニバーシアード                 | ソフィア(ブルガリア)       | 800m         | 2位  | 1分58秒6  |
| 1977 | IAAF陸上ワールドカップ           | デュッセルドルフ(西ドイツ) | 1500m        | 1位  | 4分12秒74 |
| 1978 | 世界クロスカントリー選手権       | グラスゴー(イギリス)       | シニアロング | 19位 | 17分43秒  |
| 1980 | オリンピック                     | モスクワ(ソビエト連邦)     | 1500m        | 1位  | 3分56秒56 |
| 1983 | 世界陸上競技選手権大会           | ヘルシンキ(フィンランド)   | 3000m        | 3位  | 8分35秒13 |